# 633
633 (DCXXXIII) je bilo navadno leto, ki se je po julijanskem koledarju začelo na petek.

## Dogodki
- 1. januar

## Smrti
- Si jabgu kagan, kagan Zahodnega turškega kaganata (* ni znano)
- Svintila, kralj Vizigotov (* okoli 588)